# Galziniella polynesica
Galziniella polynesica is een pissebed uit de familie Hyssuridae. De wetenschappelijke naam van de soort is voor het eerst geldig gepubliceerd in 1991 door Müller.